# Torre de los Anaya
La Torre de los Anaya (denominado Torre de Abrantes) es un edificio en forma de torre ubicado en el casco histórico de Salamanca (España). En las cercanías de la plaza de Colón. La torre se encuentra inserta en un palacio que habitaron las familias de Anaya y de Bazán. Durante el siglo XX ha tenido varios usos. Destaca la ventana geminada de la calle de Jesús que parece ser original del edificio (los escudos son los mismos que se pueden ver en el palacio de Orellana).

## Historia
Al llegar el emperador Carlos I a España se inició la guerra de las Comunidades de Castilla mediante el levantamiento armado de los denominados comuneros, acaecido en la Corona de Castilla desde el año 1520 hasta 1522. Tras la victoria de Carlos I se produjo el desmochamiento de la torre con el objeto de evitar males mayores. 
A mediados del siglo XX se rehabilitó la torre con un mirador ubicado en su extremo superior que más tarde fue retirado. En el año 1974 se decidió dar a la torre una cota mayor, se emplearon materiales modernos en las ampliaciones, en esta restauración a manos de Fernando Pulín. Este proyecto provocó un rechazo que causó que en 1976 se volviera a restaurar por Manuel Rodríguez Monís, que sustituyó los materiales modernos por piedra de Villamayor tal como se puede observar en la actualidad. Durante un periodo de finales del siglo XX se encontró ubicado el Instituto Interuniversitario de Estudios de Iberoamérica y Portugal, se instaló igualmente el Museo Oriental de Salamanca que finalizó su exposición en la primera década del siglo XXI. Actualmente se aloja un centro cultural en el que 
se puede albergar teatro, música, conferencias, cursos, exposiciones. Además de contar con biblioteca y ludoteca.